# Менандр I
Менандр I Сотер (*д/н —130 до н. е.) — 3-й індо-грецький цар у 165–130 роках до н. е. за його володарювання держава досягла найбільшого розквиту. Був покровителем буддизму. Відомий як «Мілінда».

## Життєпис
Походив з династії Євтидемідів. Був сином царя Деметрія II та онуком Деметрія I Бактрійського. Про молоді роки мало відомостей. Приблизно у 165 році до н. е. успадкував трон. Тоді ж продовжив війну проти Євкратида I, царя Греко-Бактрійської держави. Після смерті останнього проти його сина Геліокла, уклавши союз з племенами юечжі, що тиснули на Бактрію з півночі. Завдяки цьому вдалося відбити атаки військ Геліокла, за що Менандр дістав прозвище Сотер (Рятівник).
Менандру I вдалося завоювати північ Свату, більшу частину сучасного Кашміру до річки Раві. Згодом завдав поразки Геліоклу I й оголосив себе царем Бактрії. На півдні в союзі з царством Калінга виступив проти династії Шунга, захопивши та пограбувавши їхню столицю Паталіпутру. 
Потім зазнав поразки від Харавели, магараджі Калінги. Менандр відступив до Пенджабу. В результаті наступних походів він підкорив Арахозію, Гандхару, землі Пенджабу. Остаточно столицю переніс до Евтідемії (згодом Сагала, сучасний Сіялкот).
У релігійній політиці підтримував буддизм. Відомий своїм філософським диспутом з ченцем Нагасеною. За результатом цього вийшов трактат «Питання Мілінди», що став посібником з вивчення буддизму. Помер у 130 році до н. е., залишивши трон малолітньому синові Стратону при регентстві дружини Агафоклеї, а в Паропамісадах затвердився Зоїл I.